# 라바 마제르
라바 무스타파 마제르(아랍어: رابح مصطفى ماجر;   1958년 12월 15일, 알제 주 후세인 데이 ~)는 알제리의 전 프로 축구 선수로, 현역 시절 스트라이커로 활약했다.
그는 1980년대 포르투에서 활약하며 거물급 선수로 거듭났고, 알제리 축구 역사상 최고의 선수로 손꼽힌다. 포르투에서 6년을 활약하면서 9번의 주요 대회를 우승했는데, 프리메이라 디비상을 3번 우승했고, 1987년에 유러피언컵 정상에 올랐었다.
알제리 국가대표팀 경기에서 여러 차례 골 결정력 뛰어난 공격수였던 마제르는 자국을 대표로 2차례 월드컵에 참가했다. 은퇴 직후 지도자가 된 그는 여러 구단을 지휘했는데, 알제리 국가대표팀 지휘봉도 여러번 잡았다.

## 클럽 경력
마제르는 알제 주 후세인 데이의 카빌인 가정(티그지르트)에서 출생했고, 마제르는 1983년에 유럽 무대로 진출했는데, 지역 나스르 아틀레티크를 떠나 라싱 파리에 입단했다. 그는 이곳에 1년 반을 활약하며 1984-85 시즌에 또다른 프랑스 구단 투르에서 시즌을 마쳤다.
마제르는 1985-86 시즌에 포르투에 입단했고, 이듬해에는 바이에른 뮌헨과의 유러피언컵 결승전에서 승리하며 유럽대항전에 역사를 남겼는데, 두고두고 회자되는 결승전에서 1-1 동점골을 집어넣었고, 뒤이어 그는 주아리의 골을 도와 포르투갈 구단은 이 경기를 2-1로 이겼다. 펠레는 그의 골에 다음과 같이 반응을 보였다: "제가 본 골들 중 가장 아름다운 골일 것이지만, 그렇지 않다면 다시 봐야 됩니다."라고 주장했을 정도였다. 그는 같은 해 인터콘티넨털컵도 정상에 올랐다.
1987년에 정점을 찍은 마제르는 아프리카 올해의 축구 선수로 선정되었지만, 유럽 최우수 선수에게 수여되는 발롱도르를 받지 못했다. 1987-88 시즌 전반기, 그는 11번의 경기에서 무려 10골을 기록했다. 1988년 여름, 그는 인테르나치오날레로 이적할 예정이었지만, 의료 검진에서 심각한 허벅지 근육 부상을 당한 적이 있다는 사실이 확인되어 (앞서 사진 촬영 후 공식 입단이 발표되었지만) 공식적으로 계약하지 못했다.
바이에른 뮌헨 이적에 근접한 후, 마제르는 1988년 1월에 라 리가의 발렌시아와 계약했지만, 시즌 종료 후 전 소속 구단으로 복귀해 3년을 더 보냈다. 요한 크라위프 또한 1987년 유러피언 슈퍼컵에서 아약스를 상대했던 마제르를 자신의 선수단에 합류시키려 시도했다. 크라위프는 구단 이사진의 결정에 실망했고, 이적 상세 조건이 유출되어 포르투가 협상을 결렬시켰다고 생각했다.
마제르는 1992년에 카타르 스포츠단에서 잠깐 활약한 후 거의 34세가 되어 은퇴했다.

## 국가대표팀 경력
마제르는 알제리 국가대표팀에서 19년을 활동하며 1982년과 1986년 월드컵에 참가했다. 그는 은퇴 당시 87번의 경기에 출전해, 당시 최다였던 28골을 기록했고, 1990년에 아프리카 네이션스컵도 안방에서 나이지리아를 개막전에서 5-1, 결승전에서 1-0으로 꺾고 우승했다.
마제르가 기록한 가장 화제를 불러모은 골은 1982년 월드컵에서 서독을 상대로 뽑은 골로, 그는 이 경기 54분에 선제골을 넣어 알제리의 2-1 승리에 일조했다.

## 은퇴 후 행보
1993년, 마제르는 알제리 국가대표팀 감독으로 선임되었지만, 1994년에 월드컵과 아프리카 네이션스컵 본선행이 모두 실패하면서 사임했고, 포르투에 유소년부 감독으로 복귀했다.
이후, 그는 카타르의 알 사드(1997–1998)와 알-와크라(1998–1999)를 지도했다.
1999년에 알제리 국가대표팀을 다시 잠깐 맡은 후, 마제르는 2년 뒤에 또다시 국가대표팀에 복귀했지만, 내홍 중인 2002년 여름에 사퇴했다.
2005년, 그는 카타르의 알 라이얀 감독으로 취임했다.
그는 2017년 7월에 루카스 알카라스가 2018년 월드컵 본선행 실패로 사퇴해 공석이 된 알제리 국가대표팀을 맡아 10년 만에 감독직을 맡아 논란이 일었다. 이듬해 6월, 그는 6번의 친선경기를 포함해 7번의 경기 중 2승에 그치면서 경질되었다.
감독직을 그만둔 후, 마제르는 카타르의 알 자지라(現 beIN 스포츠)에서 프로 분석가로 활동하기 시작했다.
2011년, 그는 유네스코 친선 홍보대사로 위촉되었다.

## 사생활
마제르의 아들 로트비도 축구 선수였고, 청소년기에 카타르 국가대표로 활약했다.

## 경력 통계

### 클럽
| 구단              | 시즌      | 리그               | 리그 | 리그 | 컵   | 컵 | 리그컵 | 리그컵 | 대륙 | 대륙 | 기타 | 기타 | 합계 | 합계 |
| 구단              | 시즌      | 리그명             | 출장 | 골   | 출장 | 골 | 출장   | 골     | 출장 | 골   | 출장 | 골   | 출장 | 골   |
| ----------------- | --------- | ------------------ | ---- | ---- | ---- | -- | ------ | ------ | ---- | ---- | ---- | ---- | ---- | ---- |
| 나스르 아틀레티크 | 1978–79   | 나시오날 1         |      |      |      |    | —      | —      | 6    | 1    | –    | –    |      |      |
| 나스르 아틀레티크 | 1979–80   | 나시오날 1         |      |      |      |    | —      | —      | 4    | 3    | –    | –    |      |      |
| 나스르 아틀레티크 | 1980–81   | 나시오날 1         |      |      |      |    | —      | —      | —    | —    | –    | –    |      |      |
| 나스르 아틀레티크 | 1981–82   | 나시오날 1         |      |      |      |    | —      | —      | —    | —    | –    | –    |      |      |
| 나스르 아틀레티크 | 1982–83   | 나시오날 1         |      |      |      |    | —      | —      | —    | —    | –    | –    |      |      |
| 나스르 아틀레티크 | 합계      | 합계               | 94   | 58   |      |    | 0      | 0      | 10   | 4    | 0    | 0    | 104  | 62   |
| 라싱 파리         | 1983–84   | 디비시옹 1         | 27   | 20   | 5    | 0  | —      | —      | —    | —    | —    | —    | 32   | 20   |
| 라싱 파리         | 1984–85   | 디비시옹 1         | 23   | 3    | 5    | 2  | —      | —      | —    | —    | –    | –    | 28   | 5    |
| 라싱 파리         | 합계      | 합계               | 50   | 23   | 10   | 2  | —      | —      | —    | —    | –    | –    | 60   | 25   |
| 투르 (임대)       | 1984–85   | 디비시옹 1         | 7    | 2    |      |    | —      | —      | —    | —    | –    | –    |      |      |
| 포르투            | 1985–86   | 프리메이라 디비상  | 19   | 12   | 2    | 1  | —      | —      | —    | —    | 2    | 0    | 23   | 13   |
| 포르투            | 1986–87   | 프리메이라 디비상  | 20   | 6    | 6    | 4  | —      | —      | 6    | 3    | 1    | 1    | 33   | 14   |
| 포르투            | 1987–88   | 프리메이라 디비상  | 11   | 8    | 0    | 0  | —      | —      | 4    | 4    | 1    | 1    | 16   | 15   |
| 포르투            | 1988–89   | 프리메이라 디비상  | 24   | 6    | 2    | 3  | —      | —      | 3    | 1    | —    | —    | 29   | 10   |
| 포르투            | 1989–90   | 프리메이라 디비상  | 26   | 13   | 1    | 1  | —      | —      | 6    | 2    | —    | —    | 33   | 16   |
| 포르투            | 1990–91   | 프리메이라 디비상  | 8    | 1    | 0    | 0  | —      | —      | 4    | 4    | 1    | 0    | 13   | 5    |
| 포르투            | 합계      | 합계               | 108  | 46   | 11   | 9  | 0      | 0      | 23   | 14   | 5    | 2    | 138  | 71   |
| 발렌시아 (임대)   | 1987–88   | 라 리가            | 14   | 4    | 0    | 0  | —      | —      | —    | —    | –    | –    | 14   | 4    |
| 카타르 스포츠단   | 1991–92   | 카타르 스타스 리그 | 9    | 6    |      |    | —      | —      | —    | —    | –    | –    | 9    | 6    |
| 경력 합계         | 경력 합계 | 경력 합계          | 282  | 139  |      |    |        |        |      |      |      |      |      |      |

1. 1 2 3  수페르타사 출전 경기 기록
2. 1 2 3 4  유러피언컵 출전 경기 기록
3. ↑  인터콘티넨털컵 출전 경기 기록
4. ↑  UEFA컵 출전 경기 기록

### 국가대표팀 득점 목록
아래의 점수에서 왼쪽의 점수가 알제리의 점수이며, 점수 열은 마제르 득점 상황의 점수를 나타낸다.
| #  | 날짜             | 경기장                                            | 상대         | 점수 | 결과 | 대회                              |
| -- | ---------------- | ------------------------------------------------- | ------------ | ---- | ---- | --------------------------------- |
| 1  | 1980년 6월 20일  | 알제리, 오랑, 1965·6·19 경기장                    | 시에라리온   | 3–1  | 3–1  | 1982년 월드컵 예선전              |
| 2  | 1980년 7월 20일  | 소련, 민스크, 디나모 스타디움                     | 시리아       | 2–0  | 3–0  | 1980년 하계 올림픽                |
| 3  | 1981년 4월 10일  | 알제리, 오랑, 1965·6·19 경기장                    | 말리         | 3–0  | 5–1  | 1982년 아프리카 네이션스컵 예선전 |
| 4  | 1981년 4월 10일  | 알제리, 오랑, 1965·6·19 경기장                    | 말리         | 4–0  | 5–1  | 1982년 아프리카 네이션스컵 예선전 |
| 5  | 1981년 5월 1일   | 알제리, 콩스탕틴, 6·17 경기장                     | 니제르       | 1–0  | 4–0  | 1982년 월드컵 예선전              |
| 6  | 1981년 8월 30일  | 알제리, 오랑, 1965·6·19 경기장                    | 오트볼타     | 1–0  | 7–0  | 1982년 아프리카 네이션스컵 예선전 |
| 7  | 1981년 8월 30일  | 알제리, 오랑, 1965·6·19 경기장                    | 오트볼타     | 2–0  | 7–0  | 1982년 아프리카 네이션스컵 예선전 |
| 8  | 1981년 10월 30일 | 알제리, 콩스탕틴, 6·17 경기장                     | 나이지리아   | 2–1  | 2–1  | 1982년 월드컵 예선전              |
| 9  | 1982년 4월 25일  | 알제리, 알제, 1962·7·5 경기장                     | 페루         | 1–1  | 1–1  | 친선경기                          |
| 10 | 1982년 4월 28일  | 알제리, 알제, 1962·7·5 경기장                     | 아일랜드     | 2–0  | 2–0  | 친선경기                          |
| 11 | 1982년 6월 16일  | 스페인, 히혼, 엘 몰리논                           | 서독         | 1–0  | 2–1  | 1982년 월드컵                     |
| 12 | 1983년 4월 8일   | 알제리, 알제, 1962·7·5 경기장                     | 베냉         | 4–0  | 6–2  | 1984년 아프리카 네이션스컵 예선전 |
| 13 | 1983년 4월 8일   | 알제리, 알제, 1962·7·5 경기장                     | 베냉         | 6–0  | 6–2  | 1984년 아프리카 네이션스컵 예선전 |
| 14 | 1983년 4월 26일  | 베냉, 코토누, 라미티에 경기장                     | 베냉         | 1–1  | 1–1  | 1984년 아프리카 네이션스컵 예선전 |
| 15 | 1983년 6월 10일  | 알제리, 알제, 1962·7·5 경기장                     | 우간다       | 1–0  | 3–0  | 친선경기                          |
| 16 | 1983년 8월 28일  | 알제리, 알제, 1962·7·5 경기장                     | 세네갈       | 1–0  | 2–0  | 1984년 아프리카 네이션스컵 예선전 |
| 17 | 1984년 3월 17일  | 코트디부아르, 아비장, 펠리스 우푸에-부아니 경기장 | 이집트       | 1–0  | 3–1  | 1984년 아프리카 네이션스컵        |
| 18 | 1985년 7월 13일  | 알제리, 알제, 1962·7·5 경기장                     | 잠비아       | 2–0  | 2–0  | 1986년 월드컵 예선전              |
| 19 | 1985년 8월 18일  | 알제리, 알제, 1962·7·5 경기장                     | 케냐         | 3–0  | 3–0  | 1986년 아프리카 네이션스컵 예선전 |
| 20 | 1985년 10월 6일  | 튀니지, 튀니스, 엘 멘자흐 경기장                  | 튀니지       | 1–1  | 1–4  | 1986년 월드컵 예선전              |
| 21 | 1985년 10월 18일 | 알제리, 알제, 1962·7·5 경기장                     | 튀니지       | 1–0  | 3–0  | 1986년 월드컵 예선전              |
| 22 | 1986년 3월 14일  | 이집트, 알렉산드리아, 알렉산드리아 경기장         | 카메룬       | 1–0  | 2–3  | 1986년 아프리카 네이션스컵        |
| 23 | 1987년 3월 27일  | 알제리, 알제, 1962·7·5 경기장                     | 튀니지       | 1–0  | 1–0  | 1988년 아프리카 네이션스컵 예선전 |
| 24 | 1989년 1월 7일   | 알제리, 안나바, 1956·5·19 경기장                  | 짐바브웨     | 3–0  | 3–0  | 1990년 월드컵 예선전              |
| 25 | 1989년 6월 25일  | 짐바브웨, 하라레, 국립 스포츠 경기장              | 짐바브웨     | 2–0  | 2–1  | 1990년 월드컵 예선전              |
| 26 | 1989년 8월 25일  | 알제리, 안나바, 1956·5·19 경기장                  | 코트디부아르 | 1–0  | 1–0  | 1990년 월드컵 예선전              |
| 27 | 1990년 3월 2일   | 알제리, 알제, 1962·7·5 경기장                     | 나이지리아   | 1–0  | 5–1  | 1990년 아프리카 네이션스컵        |
| 28 | 1990년 3월 2일   | 알제리, 알제, 1962·7·5 경기장                     | 나이지리아   | 2–0  | 5–1  | 1990년 아프리카 네이션스컵        |

## 수상
나스르 아틀레티크
- 알제리컵: 1978–79
- 아프리칸 컵위너스컵 준우승: 1978

포르투
- 프리메이라 디비상: 1985–86, 1987–88, 1989–90
- 타사 드 포르투갈: 1987–88, 1990–91
- 수페르타사 칸디두 드 올리베이라: 1986, 1990
- 유러피언컵: 1986–87
- 인터콘티넨털컵: 1987
- 유러피언 슈퍼컵: 1987

국가대표팀
- 아프리카 네이션스컵: 1990
- 아프로-아시안 네이션스컵: 1991
- 아프리칸 게임: 1978

개인
- 유러피언컵 득점왕: 1987–88 (4골)
- 아프리카 네이션스컵 대회의 선수단: 1982, 1990
- 아프리카 올해의 축구 선수: 1987
- 인터콘티넨털컵 최우수 선수: 1987
- 아프리카 네이션스컵 최우수 선수: 1990
- 마스터카드 아프리카 20세기의 선수단: 1998[50]
- 국제축구역사통계연맹 20세기의 선수 62위: 2000
- 아랍 20세기의 선수: 2004
- 알제리 20세기의 선수: 2009 (라흐다르 벨루미와 공동 선정)
- 알제리 올해의 축구 선수: 수 차례 선정
- 아프리카 20세기의 선수 5위
- 골든 풋 전설상: 2011[51]
- 국제축구역사통계연맹 전설상: 2016[52]